# نوربولینگکا
نوربولینگکا (تبتی معیار: ནོར་བུ་གླིང་ག) چینی ساده‌شده: 罗布林卡; چینی سنتی: 羅布林卡؛ به‌معنای «پارک جواهر») کاخی همراه با پارکی اطراف آن است که در لاسا، چین قرار دارد و ساخت آن از سال ۱۷۵۵ آغاز شد. این مکان به‌عنوان اقامتگاه تابستانی سنتی دالایی لاماهای متوالی از دهه ۱۷۸۰ تا زمان تبعید چهاردهمین دالایی لاما در سال ۱۹۵۹ استفاده می‌شد. نوربولینگکا به‌عنوان بخشی از «مجموعه تاریخی قصر پوتالا» به‌عنوان یک میراث جهانی شناخته شده و در سال ۲۰۰۱ به‌عنوان بخشی الحاقی از این مجموعه تاریخی ثبت شد. این کاخ که توسط هفتمین دالایی لاما ساخته شد، هم به‌عنوان مرکز اداری و هم مرکز مذهبی خدمت می‌کرد و نمونه‌ای منحصربه‌فرد از معماری کاخ تبتی به‌شمار می‌رود.
کاخ نوربولینگکا در بخش غربی لاسا واقع شده و فاصله کوتاهی از جنوب غربی قصر پوتالا دارد. نوربولینگکا حدود ۳۶ هکتار (۸۹ جریب فرنگی) مساحت دارد و به‌عنوان بزرگ‌ترین باغ ساخته‌شده توسط انسان در تبت محسوب می‌شود.
پارک نوربولینگکا به‌عنوان یکی از برترین پارک‌های باغ‌بنیادی در محیط‌های مشابه قومی در تبت شناخته می‌شود. در ماه‌های تابستان و پاییز، پارک‌های تبت، از جمله نوربولینگکا، به مراکز سرگرمی تبدیل می‌شوند که با رقص، آواز، موسیقی و جشن‌ها همراه است. این پارک محل برگزاری سالانه جشنواره شو دون یا «جشنواره ماست» است.
کاخ نوربولینگکا بیشتر با سیزدهمین و چهاردهمین دالایی لاما مرتبط است، چرا که بیشتر سازه‌هایی که امروزه پابرجا هستند به دستور آنها ساخته شده‌اند. در جریان تهاجم به تبت در سال ۱۹۵۰، تعدادی از ساختمان‌های این مجموعه آسیب دیدند. اما از سال ۲۰۰۳، دولت چین پروژه‌هایی برای بازسازی این سازه‌های آسیب‌دیده آغاز کرد و همچنین به ترمیم فضای سبز، باغ گل‌ها و دریاچه‌های آن پرداخت.

## نام‌ها
در تبتی معیار، «نوربولینگکا» به معنای «باغ (یا پارک) جواهر» است. واژه لینگکا (الفبای تبتی: གླིང་ག, Wylie: gling ga
) در تبت برای اشاره به تمامی پارک‌های باغ‌بنیادی در لهاسا و دیگر شهرها استفاده می‌شود. با آغاز انقلاب فرهنگی چین در سال ۱۹۶۶، نوربولینگکا به «پارک مردم» تغییر نام یافت و برای عموم مردم باز شد.

## جغرافیا و محیط زیست
این کاخ که دارای ۳۷۴ اتاق است، در فاصله ۳ کیلومتر (۱٫۹ مایل) غرب قصر پوتالا (اقامتگاه زمستانی) قرار دارد. نوربولینگکا در حومه غربی لاسا، در ساحل رودخانه کیچو واقع شده است. هنگامی که ساخت این کاخ در دهه ۱۷۴۰ میلادی، در زمان هفتمین دالایی لاما آغاز شد، این مکان زمینی بایر، پوشیده از علف‌های هرز و بوته‌ها بود و حیوانات وحشی در آن زندگی می‌کردند.
پارک نوربولینگکا، در ارتفاع ۳٬۶۵۰ متر (۱۱٬۹۸۰ فوت) از سطح دریا قرار دارد و شامل باغ‌هایی از رزها، اطلسی ها، ختمی، گل جعفری، گل داوودی و ردیف‌هایی از سبزی در گلدان‌ها و گیاهان نادر است. درختان میوه مانند سیب، هلو و زردآلو نیز وجود داشتند (هرچند که در لاسا میوه‌ها نمی‌رسیدند) و همچنین درختان صنوبر  و بامبو. در دوران اوج خود، نوربولینگکا میزبان حیات‌وحشی مانند طاووس‌ها و آنقوت‌ها در دریاچه‌های خود بود. این پارک آن‌قدر بزرگ و زیبا طراحی شده بود که دوچرخه‌سواری در آن برای لذت بردن از محیط مجاز بود.
باغ‌های نوربولینگکا مکانی محبوب برای پیک‌نیک بوده و فضایی زیبا برای برگزاری تئاتر، رقص و جشنواره‌ها، به‌ویژه جشنواره «شوتون» یا جشنواره ماست در اوایل ماه اوت، فراهم می‌کنند. در این رویداد، خانواده‌ها در زمین‌های پارک کمپ می‌زنند و با استفاده از فرش‌ها و روسری‌های رنگارنگ برای خود بادشکن‌های موقتی می‌سازند و از هوای تابستانی لذت می‌برند.
در نوربولینگکا یک باغ‌وحش نیز وجود دارد که در ابتدا برای نگهداری از حیواناتی که به دالایی لاماها هدیه داده می‌شد، ساخته شد. همچنین هاینریش هارر در دهه ۱۹۵۰ به چهاردهمین دالایی لاما کمک کرد تا یک سالن کوچک سینما در اینجا بسازد.

## تاریخچه

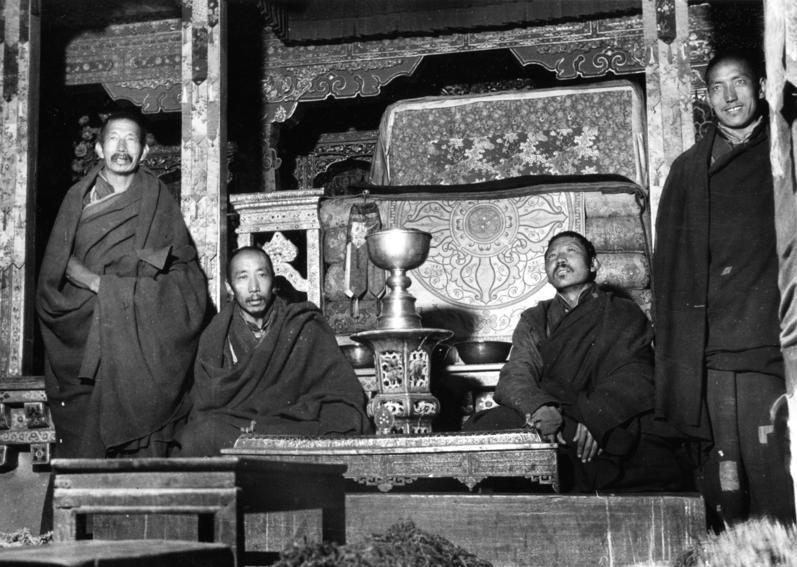
راهبان در مقابل تخت دالایی لاماها، نوربولینگکا، ۱۹۳۸.

کاخ نوربولینگکا، اقامتگاه تابستانی دالایی لاماها، حدود ۱۰۰ سال پس از ساخت قصر پوتالا بر فراز قله پارکوری، در زمینی به وسعت ۳۶ هکتار (۸۹ جریب فرنگی) ساخته شد. این کاخ کمی دورتر از پوتالا و به سمت غرب ساخته شد و به‌طور اختصاصی برای استفاده دالایی لاما در ماه‌های تابستانی طراحی شد. چهاردهمین دالایی لاما، دالایی لامای فعلی، پیش از فرار به هند، در این کاخ اقامت داشت.
ساخت این کاخ و پارک توسط هفتمین دالایی لاما در سال ۱۷۵۵ آغاز شد. پارک و کاخ تابستانی نوربولینگکا در سال ۱۷۸۳، در دوران هشتمین دالایی لاما، جامپل گیاتسو، در حومه شهر لاسا تکمیل شد. این مکان از آن زمان به اقامتگاه تابستانی دالایی لاماها تبدیل شد.
تاریخچه اولیه نوربولینگکا به وجود چشمه‌ای در این مکان بازمی‌گردد که در ماه‌های تابستان توسط هفتمین دالایی لاما برای درمان مشکلات سلامتی‌اش استفاده می‌شد. دودمان چینگ اجازه ساخت کاخی در این مکان را به دالایی لاما داد تا به عنوان یک اقامتگاه استراحتی از آن استفاده کند. از آنجا که دالایی لاماهای بعدی نیز از این مکان برای تحصیلات پیش از جلوس و به عنوان اقامتگاه تابستانی استفاده می‌کردند، نوربولینگکا به‌عنوان کاخ تابستانی دالایی لاماها شناخته شد.

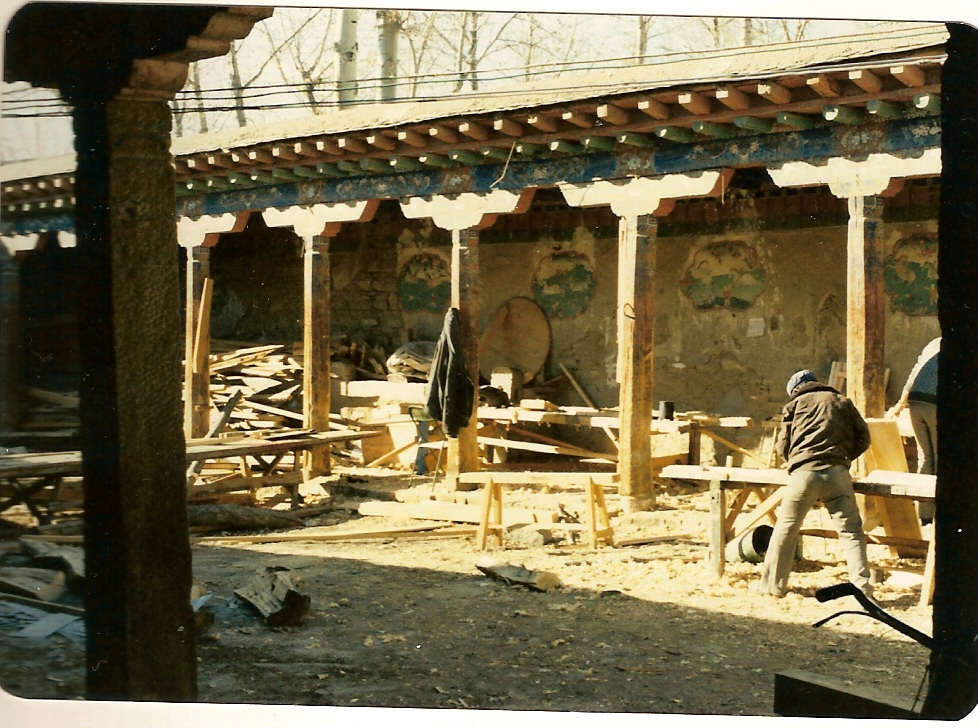
اصطبل‌های دالایی لاماها در نوربولینگکا، عکس‌برداری شده در سال ۱۹۸۶

هشتمین دالایی لاما نقش مهمی در افزودن کاخ‌ها و باغ‌ها به مجموعه نوربولینگکا داشت. با این حال، گاهی گزارش شده که دالایی لاماهای ششم تا دوازدهم در سنین کم و تحت شرایط مشکوکی، که گمان می‌رود ناشی از مسمومیت بوده باشد، درگذشته‌اند. بیشتر اعتبار گسترش نوربولینگکا به سیزدهمین دالایی لاما و چهاردهمین دالایی لاما داده شده است.
دالایی لاما در تاریخ ۱۷ مارس ۱۹۵۹ از کاخ نوربولینگکا به هند فرار کرد، زیرا به شدت معتقد بود که توسط چینی‌ها دستگیر خواهد شد. در این روز، دالایی لاما لباس یک فرد عادی تبتی را بر تن کرد و با یک تفنگ روی شانه‌اش، کاخ نوربولینگکا و تبت را ترک کرد تا در هند پناهندگی بگیرد. به دلیل وقوع طوفان گرد و غبار در آن زمان، او شناخته نشد. به گزارش رویترز: «دالایی لاما و مقاماتش که از کاخ فرار کرده بودند، سوار بر اسب از شهر خارج شدند تا به خانواده‌اش برای سفر به هند بپیوندند.» چینی‌ها این «فرار بزرگ» را تنها دو روز بعد کشف کردند. گروه او دو هفته از میان هیمالیا عبور کردند و سرانجام به مرز هند رسیدند، جایی که پناهندگی سیاسی دریافت کردند.
نوربولینگکا بعدها توسط معترضان محاصره شد و تحت حمله چینی‌ها قرار گرفت.
اقامتگاه تابستانی دالایی لاما که در پارک نوربولینگکا واقع شده، اکنون به یک جاذبه گردشگری تبدیل شده است. این کاخ دارای مجموعه‌ای بزرگ از آثار هنری ایتالیایی از جمله لوسترهای نفیس، نقاشی‌های دیواری غارهای آجانتا، فرش‌های تبتی و بسیاری دیگر از آثار باستانی است. در برخی از اتاق‌ها، نقاشی‌های دیواری بودا و دالایی لامای پنجم دیده می‌شود. اتاق مراقبه، اتاق خواب، اتاق کنفرانس و حمام چهاردهمین دالایی لاما (که از تبت فرار کرد و به هند پناهنده شد) نیز بخشی از نمایشگاه هستند و برای گردشگران توضیح داده می‌شوند.